# Yuan Xiaofang
Yuan Xiaofang (chinesisch 袁曉舫 / 袁晓舫) (* 1963 in Huangshi, Provinz Hubei) ist ein zeitgenössischer, chinesischer Maler. Durch seine konzeptionelle Kunst und seinen Malstil hat er die chinesische Landschaftsmalerei reformiert.

## Werke
Yuan Xiaofang schloss 1986 sein Malereistudium an der Hochschule der Künste Hubei in Wuhan ab. In den frühen 90ern begann er, den Stil der Pop-Art auf seine Serie Flying Pan anzuwenden. Diese Gemälde zeigen Kampfflieger an gelb- oder orangefarbenen Himmeln über grünen Bergen und Gewässern. Im historischen Kontext wurden die grünen Berge und Seen zu einem Symbol für die chinesische, traditionelle Kultur. Die Kampfflieger von Yuan Xiaofang symbolisieren die westliche, moderne Kultur, die auf eine aggressive Art in die chinesische Tradition und Kultur eindringt.
Glass flower in blossom ist eine weitere, berühmte Serie des Künstlers. Die pinkfarbenen Bilder zeigen Landschaften, Körper und kommerzielle Objekte in einer digitalen, dreidimensionalen Optik. Die gemalten Objekte und Akteure scheinen aus Glas zu sein und vermitteln dadurch eine kalte Atmosphäre. Yuan Xiaofang bezieht sich hier auf die weitverbreitete Ideologie des schnellen, kapitalistischen Konsums.

## Gruppenausstellungen (Auswahl)
- “Resonance 2007”, Shenzhen Museum of Contemporary Art, Shijiazhuang, China
- Taipei Art 2006, Taipei, Taiwan
- “1st Annual Exhibition of Contemporary Art”, Chinese Century Altar, Beijing, China
- “Search Alert – 2005-CG Art Works Exhibition”, Creek Art Center, Shanghai, China
- “ Mahjong – Chinese Contemporary Art Collections Off West Show”, Bern Art Museum, Schweiz
- “Plug and Play”, Badhan District Court, Wuhan, China
- “A Midsummer Night’s Dream: a city in illusion”, Changlong Global Village, Wuhan, China
- “The 1st Art Literature Nomination Show”, Hochschule der Künste Hubei, Wuhan, China
- “The 4th International Art Biennial”, Shenzhen Gallery of Fine Arts, Shenzhen, China
- “A Midsummer Night’s Dream – the City in Phantasm”, Wuhan Diqiucun Community, Wuhan, China
- “Plug and Play”, Wuhan Baizanting Community, Wuhan, China
- “Fou International Ink Painting Biennal”, Shenzhen Art Gallery, China
- “The 18th Asian International Art Exhibition”, Hong Kong Heritage Museum, Hongkong
- “Temporary Document”, Hochschule der Künste Hubei, Wuhan, China
- “The 17th Asian International Art Exhibition”, Daejeon Museum, Korea
- “The 1st China Art Triennial”, Guangzhou Art Museum, Guangzhou, China
- “Reshuffling”, Shenzhen Sculpture House, Shenzhen, China
- “Breathing”, Hubei Museum, Hubei, China
- “The 16th Asian International Art Exhibition”, Guangdong Museum of Art, Guangzhou, China
- “Society”, River Museum, Chengdu, China
- “The 4th Asian International Art Exhibition”, Fukuoka Art Museum, Japan
- “Northeast Asia (China, Japan and Korea) & the third world Art Exhibition”, Seoul Art Museum, Korea
- “Society – the 2nd Academic Exhibition”, Shanghe Art Gallery, Chendou, China
- “Exhibition of Fine Arts: Northeast Asian and Third World”, Seoul Art Museum, South Korea
- “The 14th Asian International Art Exhibition”, Fukuoka Art Museum, Japan
- ”The 13th Asian International Art Exhibition”, Malaysia National Art Museum, Kuala Lumpur
- “China Contemporary Oil Painting Exhibition”, Liu Haisu Art Museum, Shanghai, China
- “The 2nd China Oil Painting Exhibition”, China Art Gallery, Beijing, China
- “95 China Oil Painting Exhibition”, China Art Gallery, Beijing, China
- “The 1st China Oil Painting Institute Show”, China Art Gallery, Beijing, China
- “93 China Oil Painting Exhibition”, China Art Gallery, Beijing, China
- “Guangzhou 1990s Art Biennial”, Guangzhou Exhibition Centre, Guangzhou, China